# Ferenc Bács
Ferenc Bács, menționat uneori Francisc Bács, (n. 19 iunie 1936, Sibiu, România – d. 16 aprilie 2019, Budapesta, Ungaria) a fost un actor maghiar născut în România, laureat al premiilor Mari Jászai și Kossuth.
A făcut parte timp de 17 ani din trupa Teatrului de Stat din Târgu Mureș (1960-1977), iar în 1977 a emigrat cu familia în Ungaria, unde a jucat pe scenele mai multor teatre, inclusiv a Teatrului Național din Budapesta. A interpretat, de asemenea, numeroase roluri în filme de cinema și de televiziune. A fost distins cu numeroase premii, printre care premiul Mari Jászai (1983) și premiul Kossuth (2015), precum și cu titlurile de artist emerit (2001) și artist eminent al Ungariei (2011).

## Biografie

### Cariera din România
S-a născut la 19 iunie 1936 în orașul Sibiu din România și a crescut în orașul Cluj. S-a înscris mai întâi la Universitatea de Medicină și Farmacie din Târgu Mureș, dar a abandonat curând studiile de medicină. A absolvit în 1960 cursurile cu predare în limba maghiară ale Institutului de Teatru „Szentgyörgyi István” din Târgu Mureș, la clasa profesorului Ferenc Delly, avându-i colegi de promoție pe Ida Bathó, Ferenc Boér, István Kataró și Gergely Magyari. După absolvirea studiilor, a fost repartizat la Teatrul Secuiesc de Stat (devenit în 1962 Teatrul de Stat) din Târgu Mureș. În paralel, a predat actoria la Institutul de Teatru „Szentgyörgyi István” din Târgu Mureș ca asistent didactic al profesorului Loránd Lohinszky. S-a căsătorit cu actrița Bella Tanai (1930-2017), cu care a avut o fiică: viitoarea actriță Kati Bács (născută în 1963).
În cei 17 ani cât a jucat pe scena Teatrului din Târgu Mureș, Bács s-a impus, potrivit criticului teatral Éva Ferencz, prin „talentul, cunoștințele profesionale sigure, personalitatea colorată și aspectul său impresionant” și a devenit unul dintre cei mai apreciați actori maghiari din Transilvania. A avut parte de multe recenzii critice elogioase, precum cea scrisă de Anna Halász cu privire la interpretarea rolului Gelu Ruscanu din spectacolul cu piesa Jocul ielelor după Camil Petrescu („[…] Gelu Ruscanu este jucat foarte, foarte bine de Ferenc Bács. Nu numai prin aspectul său exterior, ci și prin comportamentul său, el reușește să evidențieze conflictele interne ale unui personaj problematic și contradictoriu. Jocul lui se caracterizează printr-o strălucire supraomenească, ca a unui arhanghel, glacială ca a unui sfânt […]”).

### Cariera din Ungaria
În 1977 s-a mutat împreună cu familia în Ungaria, unde a jucat câte un sezon pe scenele teatrelor din Miskolc și respectiv Győr și, devenind rapid popular, a fost apoi actor la Teatrul de Comedie din Budapesta (1979-1987) și la Teatrul József Attila din Budapesta (1987-1990). În anul 1990 a devenit actor liber profesionist, iar din 1991 a jucat din nou la Teatrul „József Attila” și în perioada 1992-1998 la Teatrul Național din Budapesta. În paralel a predat arta vorbirii la Universitatea de Artă Teatrală și Cinematografică din Budapesta. În septembrie 1998 a redevenit actor liber profesionist, apoi a fost angajat prin contract la Teatrul Petőfi din Sopron în perioada 2000–2003. Începând din 2003 a fost din nou actor liber profesionist. Ultima sa apariție pe scenă a avut loc în anul 2006 la Teatrul Karinthy din Budapesta.
Ferenc Bács a desfășurat o bogată activitate ca actor de teatru și a interpretat multe roluri în filme de cinema și de televiziune. A jucat roluri importante din dramaturgia maghiară și universală precum Isaac Newton din Fizicienii de Friedrich Dürrenmatt, Zorobábel din Formidabilul Ghedeon de András Sütő, Ádám din Tragedia omului de Imre Madách, Ivanov din piesa omonimă a lui Cehov, Charnay din Hughenoții de J. Székely, Adam Brant din Din jale se întrupează Electra de Eugene O'Neill, dr. Péter Kádár din Aventura de Sándor Márai și profesorul Higgins din My Fair Lady de Alan Jay Lerner – Frederick Loewe – György G. Dénes. A avut un fizic agreabil și o personalitate puternică și a interpretat rolurile cu demnitate și gesturi reținute.
În afara activității teatrale, el a apărut, de asemenea, în numeroase filme românești și ungurești. A debutat pe ecran în rolul generalului Basta din filmul românesc Buzduganul cu trei peceți (1977), regizat de Constantin Vaeni. Interpretarea rolului generalului Basta a fost elogiată de criticul Eva Sîrbu, care a consemnat că Ferenc Bács „debutează cu o surprinzătoare siguranță”, conferind personajului interpretat un caracter „rece, precis, tăios” și arătându-se a fi „un posibil excelent actor de film”. Actorul a jucat apoi în mai multe filme printre care Profetul, aurul și ardelenii (1978), A ménesgazda (1978), Októberi vasárnap (1979), Faustus doktor boldogságos pokoljárása (1980), A vörös grófnő (1984) și Állítsátok meg Terézanyut! (2004), precum și în serialul de televiziune Angyalbőrben (1991). În paralel, el a lucrat ca actor de dublaj, prezentator de spectacole, prezentator TV și regizor. A dublat vocea profesorului Klaus Brinkmann din serialul german de televiziune Die Schwarzwaldklinik (1985-1989), vocea vrăjitorului Gandalf din seriile de filme Stăpânul Inelelor (2001-2003) și Hobbitul (2012-2014) și vocea lui Tigger în desenele animate cu Winnie-the-Pooh.
Activitatea artistică a lui Ferenc Bács a fost remarcată prin decernarea a numeroase premii, printre care premiul Mari Jászai (1983), premiul Erzsébet (1988), premiul artistic Gundel (2009), premiul István Szentgyörgyi (2011) și premiul Kossuth (2015), precum și a titlurilor de artist emerit (2001) și artist eminent al Ungariei (2011).

### Viața personală și moartea
Mutarea actorului în Ungaria a adus și o schimbare în plan familial: Ferenc Bács a divorțat de prima sa soție și s-a recăsătorit cu psiholoaga Edina Trefil, care era cu 37 de ani mai tânără decât el. Edina Trefil era o admiratoare a actorului: strânsese articole din ziar și fotografii cu el și participase la aproape toate spectacolele lui, reușind în cele din urmă să-l cunoască și, în ciuda marii diferențe de vârstă, să-i devină soție. Această căsătorie a provocat nemulțumirea fiicei actorului, care nu și-a mai văzut tatăl în ultimii ani de viață ai acestuia din cauza relației încordate cu noua lui soție.
Ferenc Bács a murit pe 16 aprilie 2019 la Budapesta, după o boală lungă și grea, la vârsta de aproape 83 de ani și a fost înmormântat pe 10 mai 2019 în Cimitirul Farkasrét. Actorul Armand Kautzky a ținut un cuvânt de rămas bun la ceremonia funerară. Scrisoarea de adio a văduvei, Edina Trefil, a fost citită de un prieten apropiat de familie.

## Roluri în piese de teatru
- Spectacol-lectură „Arany János” (recital de poezie, 1967)
- Andi Andrieș: Grădina cu trandafiri — Ștef
- Aleksei Arbuzov: Poveste din Irkutsk — Viktor
- Aleksei Arbuzov: Tania — dansator
- Honoré de Balzac: Frați de arme — Maxime de Falindor
- Aurel Baranga: Opinia publică — Ion Carapetrache
- Lajos Barta: Iubire — Biky, poet
- Bertolt Brecht: Ascensiunea lui Arturo Ui poate fi oprită — Emanuele Giri
- Mihail Bulgakov: Cabala bigoților — marchizul De Charron, arhiepiscopul Parisului
- Anton Cehov: Ivanov — Ivanov
- Anton Cehov: Platonov — Serghei, fiul vitreg al Annei Voinițeva
- Gergely Csiky: Baloane de săpun — Miklós Rábay
- Dorel Dorian: Oricât ar părea de ciudat — Horia Drăgan
- Friedrich Dürrenmatt: Fizicienii — Herbert Georg Beutler (Newton)
- Paul Everac: Simple coincidențe — Buzura
- Paul Everac: Ștafeta nevăzută — Giurcă
- Georges Feydeau: O fată de la Maxim — Corignon
- Jean Giraudoux: Nebuna din Chaillot — peticarul
- Maxim Gorki: Vilegiaturiștii — Iakov Petrovici Salimov, scriitor
- James Gow – Arnaud D'Usseau: Rădăcini adânci — Brett Charles / Chuck Warren
- Ionel Hristea: O singură viață — Horațiu Ignătescu
- Frigyes Karinthy: Seară de cabaret (1971)
- Peter Karvaš: Liturghia de la miezul nopții — Brecker, ofițer german
- Heinrich von Kleist: Amphitryon — Jupiter în forma lui Amphitryon
- Alan Jay Lerner – Frederick Loewe – György G. Dénes: My Fair Lady — profesorul Higgins
- Horia Lovinescu: Febre — Pantazi
- Horia Lovinescu: Petru Rareș — Mihu
- Imre Madách: Tragedia omului — Ádám
- Sándor Márai: Aventura — dr. Péter Kádár
- György Méhes: Arca lui Noe — Góg
- István Nagy: Înainte de potop — Lajos Havadi
- László Németh: Cei doi Bolyai — Elek Dósa
- Eugene O'Neill: Din jale se întrupează Electra — Adam Brant
- Eugene O'Neill: Dramele mării — căpitanul Driscoll
- Eugene O'Neill: In the Zone — Smitty
- Jan Otčenášek: Romeo, Julieta și întunericul — pictorul
- István Örkény: Familia Tót — profesorul Cipriáni
- Camil Petrescu: Act venețian — Marcello Mariani
- Camil Petrescu: Jocul ielelor — Gelu Ruscanu
- Dumitru Radu Popescu: Două ore de pace — Andrei Dunărințu
- Reginald Rose: 12 oameni furioși — juratul nr. 4
- Edmond Rostand: Cyrano de Bergerac — căpitanul Carbon de Castel-Jaloux / cavalerul Brissaille
- Neil Simon: Desculț în parc — Victor Velasco
- William Shakespeare: Macbeth — Macduff
- William Shakespeare: Othello — Iago
- George Bernard Shaw: Convertirea căpitanului Brassbound — căpitanul Brassbound
- Virgil Stoenescu: Scrisori de dragoste — Marin Ursu
- András Sütő: Formidabilul Ghedeon — Zorobábel
- Lajos Szabó: Cuibul familiei — István Darkó
- Lajos Szabó: Scuza — Miklós Bethlen, cancelarul Transilvaniei
- János Székely: Hughenoții — Charnay
- Konstantin Treniov: Liceenii — Hriașciev
- Petru Vintilă: Cine ucide dragostea — Octavian, ilegalist
- Vsevolod Vișnevski: Tragedia optimistă — sergentul
- Oscar Wilde: Evantaiul doamnei Windermere — lordul Darlington
- Tennessee Williams: Noaptea iguanei — părintele Shannon
- Tennessee Williams: Un tramvai numit dorință — Mitch
- Nikolai Zarudnîi: Curcubeul — Dmitro

## Filmografie

### Filme de cinema
- Buzduganul cu trei peceți (România, 1977) — generalul Basta
- Profetul, aurul și ardelenii (România, 1978) — Jeff Groghan
- A ménesgazda (1978) — Farkas Bazsi
- Az erőd (1978) — Dobrowski
- A trombitás (1979) — locotenentul
- Októberi vasárnap (1979) — Géza, omul de încredere al lui Horthy
- Két történet a félmúltból (1979)
- Circus Maximus (1980) — François
- Köszönöm, megvagyunk (1980)
- A svéd, akinek nyoma veszett (1980) — maiorul Szluka (voce dublată)
- A téglafal mögött (1980) — Feri Bárfai
- Ideiglenes paradicsom (1981) — colonelul ungur
- Dögkeselyű (1982) — Előd Kowarski
- Egymásra nézve (1982) — Szlabonya
- Viadukt (1982) — Kovács
- Hosszú vágta (1983) — Wortmann
- A vörös grófnő (1984) — contele Mihály Károlyi
- Elysium (1986) — Zsámboki
- Béketárgyalás, avagy az évszázad csütörtökig tart (1988) — ambasadorul
- Küldetés Evianba (1988) — deputatul
- A trónörökös (1989)
- Isten hátrafelé megy (1990)
- Halál a sekély vízben (1994) — Dobos (voce)
- Törvénytelen (1995) — canonicul Ambrus
- A három testőr Afrikában (1996) — generalul Duron
- Kaddisch (1997) – Gyuri Ganzfried
- Duminică sumbră (Germania-Ungaria, 1999) — ambasadorul (voce dublată)
- Állítsátok meg Terézanyut! (2004) — medicul ginecolog
- Világszám! (2004) — Karnagy
- Morfium (2005) — profesorul Moravcsik
- Az emigráns – Minden másképp van (2007) — Sándor Márai
- Fugue (2014) – Lazlo

### Filme de televiziune
- Pirx kalandjai (serial TV, 1972)
- Végkiárusítás (1978)
- A téglafal mögött (1979) — Feri Bárfai
- Forró mezők (1979)
- Faustus doktor boldogságos pokoljárása (1980)
- Családi kör (1980)
- Hosszú levél (1980) — Lakos, președintele TSZ
- Haláltánc (1982)
- Hátsó ajtó (1982)
- Víkendszerelem (1982) — Gábor Réti
- 'Hetedik év (1982) — inginerul Miklós Korbuly
- Liszt Ferenc (serial TV, 1982) — Széchenyi
- Protestánsok (1982)
- Szent Kristóf kápolnája (1983) — Félix Szemerédy
- Viaszfigurák (1983)
- A Molitor-ház (1984)
- Johann Sebastian Bach (serial TV, 1984)
- Legyél te is Bonca! (1984) — Bence papa
- Széchenyi napjai (1984) — Thierry
- Az aranyifjú (1985) — Negropontes
- Zenés TV Színház: Primadonna (1985)
- 33 névtelen levél]] (1986) — Tamás
- Az állam én vagyok (1986)
- Harminchárom névtelen levél (1986)
- Az állam én vagyok (1986)
- Az aranyifjú (1986)
- Gréti…! (egy kutya feljegyzései) (1986) — sultanul (voce)
- Magyarország barlangjai (serial TV, 1986) — naratorul (voce)
- A megoldás (1987) — Harlamov
- A verseny (1987) — Schwarzenberg
- Hosszú szökés (1987) — László Simon
- Itt élned halnod kell (1987)
- A trónörökös (1988) — cardinal
- A védelemé a szó (serial TV în 6 părți, 1988) — dr. Bálint Riskó
- Küldetés Evianba (1988) — adjunctul
- Miniszter (1988) — József Eötvös
- Ragaszkodom a szerelemhez (1988) — Árpád
- Szigorú idők (1988) — Lajos Kossuth
- Freytag testvérek 1–5. (1989) — Klinger
- Gaudiopolis – In memoriam Sztehlo Gábor (1989)
- A nemzet özvegye (1990)
- A főügyész felesége (1990)
- Kéz kezet mos (1990) — Berkenyey
- Szakíts helyettem (1991) — Sándor Domján
- Hölgyek és urak (1991) — Ádami
- Backhand (1991)
- Angyalbőrben (serial TV, 1991) — reprezentantul teatrului
- Julianus barát 1–3. (1992) — Andrei al II-lea
- Radetzkymarsch 1–3. (1994)
- A párduc és a gödölye (1995) — Aurél Stoll
- Mohács (1996)
- Szabadság tér 56 (1997) — telegrafistul
- Barátok közt (1999) — Béla Kovács
- Angyali történetek (serial TV, 2000)
- Családi album (serial TV, 2000–2001)
- Erdély 1956 (2004)
- „A swing világa” – 1928–1939 (2004) — naratorul (voce)
- Morfium (2005)
- Minden másképp van – Márairól (2007) — Sándor Márai / el însuși
- Vadászmese (2014)

## Premii
- Premiul Mari Jászai (1983)[5][6]
- Premiul Erzsébet (1988)[6]
- Artist emerit al Ungariei (2001)[6]
- Premiul Csiga Súgó (2001)
- Premiul artistic Gundel (2009)[6]
- Premiul István Szentgyörgyi (2011)[6]
- Artist eminent al Ungariei (2011)[6]
- Premiul Kossuth (2015)[6]
- Cetățean de onoare al Budapestei (2017)[17]